# Браян Вон
Браян К. Вон (англ. Brian K. Vaughan) (нар. 1976, Клівленд, штат Огайо, США) — автор сюжетів коміксів і сценарист, зокрема багатьох епізодів популярного телесеріалу «Загублені». Лауреат кількох нагород у сфері коміксів.

## Інтернет-ресурси
- Brian K. Vaughan на сайті IMDb (англ.)
- VERTIGO COMICS SOCIAL [Архівовано 11 жовтня 2015 у Wayback Machine.]
- «Brian K. Vaughan Shares His Thoughts on the End of Ex Machina»[недоступне посилання з жовтня 2019]. Things From Another World. September 28, 2009
- September 2006 Comic Book Resources interview with Brian K. Vaughan [Архівовано 9 січня 2016 у Wayback Machine.]